# Eartheana
Eartheana is een studioalbum  van de zeventigjarige Gandalf.

## Inleiding
Gandalf maakt al sinds de jaren tachtig van de 20e eeuw muziek die heen en weer schuift tussen progressieve rock, ambient en new age. Dat geldt ook voor dit album, waarbij Gandalf constateerde dat er nauwelijks nog een plek op Aarde is waar geen muziek te horen is. Gandalf verwijst daarbij naar de verschillende werelddelen en het mythische eiland Atlantis.  Volgens de Oostenrijker ontstond zodoende een symfonie (Earth Symphony). Hij nam het met een paar gastmusici op in zijn eigen Mali Raj-geluidsstudio in Krems an der Donau.
Het album is gestoken in een hoes met een afbeelding van NASA. Het werd uitgebracht via platenlabel Prudence, gespecialiseerd in newagemuziek. IO Pages constateerde dat Eartheana een teruggang laat horen naar voornamelijk zijn muziek uit de jaren tachtig (veel gitaarmuziek); de voorgaande albums werden overheerst door newagemuziek. De Atlantissuite werd daarbij even apart genomen; het is filmische muziek in de stijl van Hans Zimmer.

## Musici
- Gandalf – alle muziekinstrumenten behalve
- Judith Steiner – viool en altviool (track 8)
- Merika Hilmar – cello (tracks 3, 8, 10 en 14)

## Muziek
| Nr. | Titel                                       | Duur  |
| --- | ------------------------------------------- | ----- |
| 1.  | Eartheana-overture                          | 3:19  |
| 2.  | North America – Somewhere in the west       | 3:22  |
| 3.  | Earth theme I                               | 0:55  |
| 4.  | Africa – Caravan under the desert sky       | 10:44 |
| 5.  | Earth theme II                              | 1:44  |
| 6.  | Asia – Tracing ancient sacred lines         | 8:26  |
| 7.  | Earth theme III                             | 1:34  |
| 8.  | Europe-Floating down the Danube             | 7:12  |
| 9.  | Earth theme IV                              | 1:08  |
| 10. | South America –Across the Andes             | 8:54  |
| 11. | Earth theme V                               | 1:19  |
| 12. | Australia- Dreamtime traveller              | 7:10  |
| 13. | Eartheana-reprise                           | 1:40  |
| 14. | Atlantis-Legend from a lost civilization I  | 5:23  |
| 15. | Atlantis-Legend from a lost civilization II | 7:22  |